# Comitè Olímpic de Nauru
El Comitè Olímpic de Nauru (NRU) és el comitè olímpic nacional que representa Nauru. Va ser fundat el 1991 i el Comitè Olímpic Internacional el va reconèixer l’any 1994. També és l’organisme responsable de la representacio de Nauru als Jocs de la Commonwealth.

## Història
El moviment a favor de l’olimpisme va iniciar-se a Nauru amb el suport del ministre d'esports nauruà Vinson Detenamo a principis de la dècada de 1990.
El país ha participat regularment als Jocs Olímpics d’estiu des del 1992, quan es van celebrar a Barcelona. Per aquella ocasió l’aixecador de pes Marcus Stephen, que havia aconseguit la victòria als Jocs de la Commonwealth de 1990, va demanar la ciutadania de Samoa per poder competir.
Des dels Jocs Olímpics d’estiu de 1996, Nauru competeix amb el seu propi comitè, principalment en categories d’aixecament de pes. La primera dona en formar part de la representació naurana als Jocs Olímpics d'estiu ho va fer l'any 2000 i va ser l'aixecadora de pes Sheeva Peo.

### Presidents del Comitè Olímpic de Nauru
| Etapa     | Nom             |
| --------- | --------------- |
| 1991-2009 | Vinson Detenamo |
| 2009 -    | Marcus Stephen  |

## Esportistes[4]

### Jocs Olímpics d'estiu (per esport)
| Any            | Esportista             | Posició      | Ref          |
| Halterofília   | Halterofília           | Halterofília | Halterofília |
| -------------- | ---------------------- | ------------ | ------------ |
| 1996 2000      | Marcus Stephen         | DNF 11       | [ 3 ]        |
| 1996           | Quincy Detenamo        | 20           | [ 7 ]        |
| 1996           | Gerard Garabwan        | 24           | [ 8 ]        |
| 2000           | Sheeva Peo             | 10           | [ 9 ]        |
| 2004           | Reanna Maricha Solomon | 11           | [ 10 ]       |
| 2004           | Yukio Peter            | 8            | [ 11 ]       |
| 2004 2008 2012 | Itte Detenamo          | 12 10 14     | [ 12 ]       |
| Judo           |                        |              |              |
| 2012           | Sled Dowabobo          | =32          | [ 13 ]       |
| Atletisme      |                        |              |              |
| 2020           | Jonah Harris           | N/A          | [ 14 ]       |
| 2024           | Winzar Kakiouea        | -            |              |